# 다오청 야딩 공항
다오청 야딩 공항(티베트어: འདབ་པའི་ཉི་བརྟེན་གནམ་གྲུ་ཐང་, 중국어: 稻城亞丁機場, 영어: Daocheng Yading Airport, IATA: DCY, ICAO: ZUDC)은 중화인민공화국 쓰촨성 간쯔 티베트족 자치주의 다오청현에 위치한 공항이다. 해발 4411m(1만4472ft)로 세계에서 가장 높은 민간공항이다.
2011년 4월 공항 승인 후 착공해 총 투자액이 15억8000만 위안(약 2억5500만 달러)에 이른다. 공항은 2013년 9월 16일에 개장했다. 첫 비행은 118명의 승객을 태우고 쓰촨성의 수도 청두에서 다오청까지 에어버스 A319으로 운항한 중국국제항공 4215편이었다. 공항 개장으로 다오청현~청두시의 이동 시간이 1시간으로 단축되었는데, 이전에는 이틀간 버스로 이동해야만 했다.

## 개요
다오청 야딩 공항은 길이 4,200m(1만3,800ft)에 폭 45m(148ft)의 단일 활주로가 있다. 5천m2(54,000평방피트) 규모의 터미널 건물로 2개의 에어브릿지가 있는 비행접시 모양을 하고 있다. 연간 28만 명의 승객을 처리할 수 있도록 설계되었다.

## 운항 노선
| 항공사       | 목적지       |
| ------------ | ------------ |
| 중국국제항공 | 청두         |
| 중국남방항공 | 청두, 광저우 |
| 충칭 항공    | 주하이       |
| 쓰촨 항공    | 청두         |

## 같이 보기
- 중화인민공화국의 공항 목록